# クルシュ
クルシュ (トルコ語: kuruş、オスマン語: قروش gurûş 他) は、オスマン帝国で使われていた通貨の1つ。現在は、いくつかの旧オスマン諸国で補助通貨として使われている。
トルコ語本来の発音はクルシュだが、トルコ国外ではクルーシュ、クルス (kurus) などとも。
アラビア語ではクルシュ (qurush, قروش) だがこれは複数形で、単数形はキルシュ (qirsh, قرش) である。ただし、カナ表記・ラテン表記には、ギルシュ・グルシュ (sg: girsh、pl: gurush) など多くの異なる表記がある（アラブ語では単複の違い以外は同一表記）。

## オスマン帝国のクルシュ
クルシュという名称はイタリアなど欧州各地で発行されていた銀貨のグロシュに由来し、その語源はラテン語のgrossus（厚みのある)にある。ヨーロッパでは、クルシュのことをピアストルとも呼んだ。ピアストルとはイタリア語の「（金属の）板」（Piastra）に由来し、新大陸で発行されたメキシコドルをベネチア商人はこう呼んだ。ベネチア商人はピアストルを大量に中東に輸出し流通させ、これがオスマン帝国が通貨改革を行いメキシコドルに等しい価値の通貨クルシュを作るきっかけになった。
1688年、クルシュ銀貨が最初に鋳造された。価値は、エキュまたはスペインドルとほぼ等しかった。
1844年からは、リラが正規の通貨となり、クルシュはその補助通貨となった。

## 各国のクルシュ
トルコ
1リラ = 100クルシュ。新トルコ・リラ時代は正確には「新クルシュ (yeni kuruş)」と呼ばれた。
 ヨルダン
1ディナール = 10ディルハム = 100クルシュ（ピアストル） = 1000フィルス。
 サウジアラビア
1リヤル = 20クルシュ = 100ハララー。
 エジプト
1ポンド = 100エルシュ（ピアストル） = 1000マッリーム。エルシュ (ersh) とはキルシュのエジプト風発音である。
 スーダン
1ポンド = 100クルシュ。